# 영덕여자중학교
영덕여자중학교(盈德女子中學校)는 대한민국 경상북도 영덕군 영덕읍 덕곡리에 있는 사립 중학교이다.

## 학교 연혁
- 1967년 8월 25일 : 학교법인 조양학원 설립인가, 초대 이사장 이윤돈 취임
- 1967년 9월 25일 : 영덕여자중학교 설립인가(6학급)
- 1968년 3월 6일 : 제1회 입학식 및 개교식, 초대 교장 이발형 취임
- 1971년 1월 13일 : 제1회 졸업식
- 1978년 2월 15일 : 학칙 변경(12학급)
- 2011년 3월 25일 : 학교법인 석촌교육재단 변경 인가
- 2011년 3월 25일 : 제10대 석촌 박두호 이사장 취임
- 2018년 7월 1일 : 친환경 천연 잔디 학교운동장 조성
- 2021년 3월 1일 : 제12대 교장 박천애 취임
- 2022년 3월 1일 : 제11대 조현주 이사장 취임
- 2024년 2월 7일 : 제54회 졸업식(43명, 누적인원 6,473명)
- 2024년 3월 4일 : 제57회 입학식(44명)

## 참고 자료
- 영덕여자중학교 - 한국교육학술정보원 학교알리미